# Tundraschlammläufer

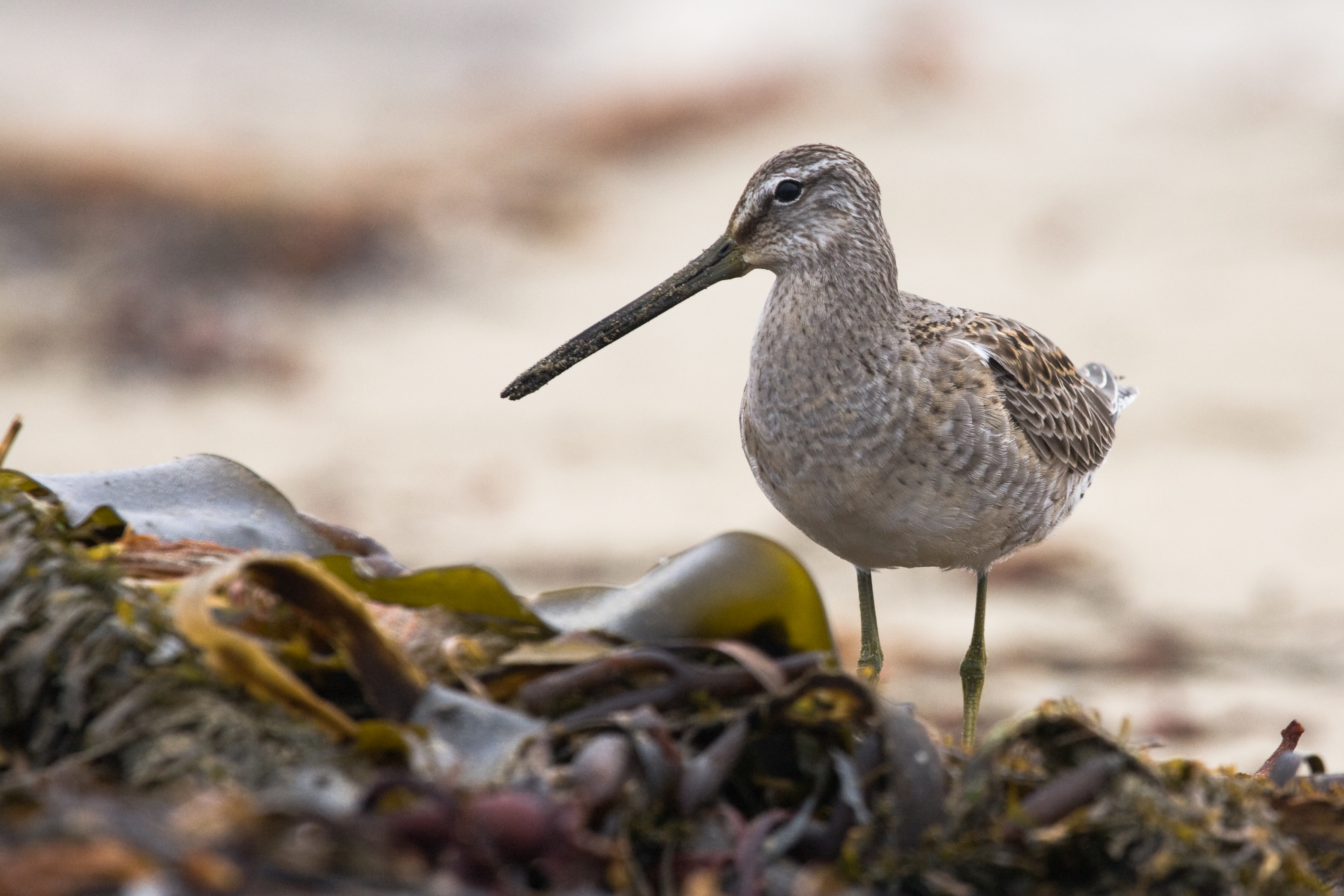
Großer Schlammläufer

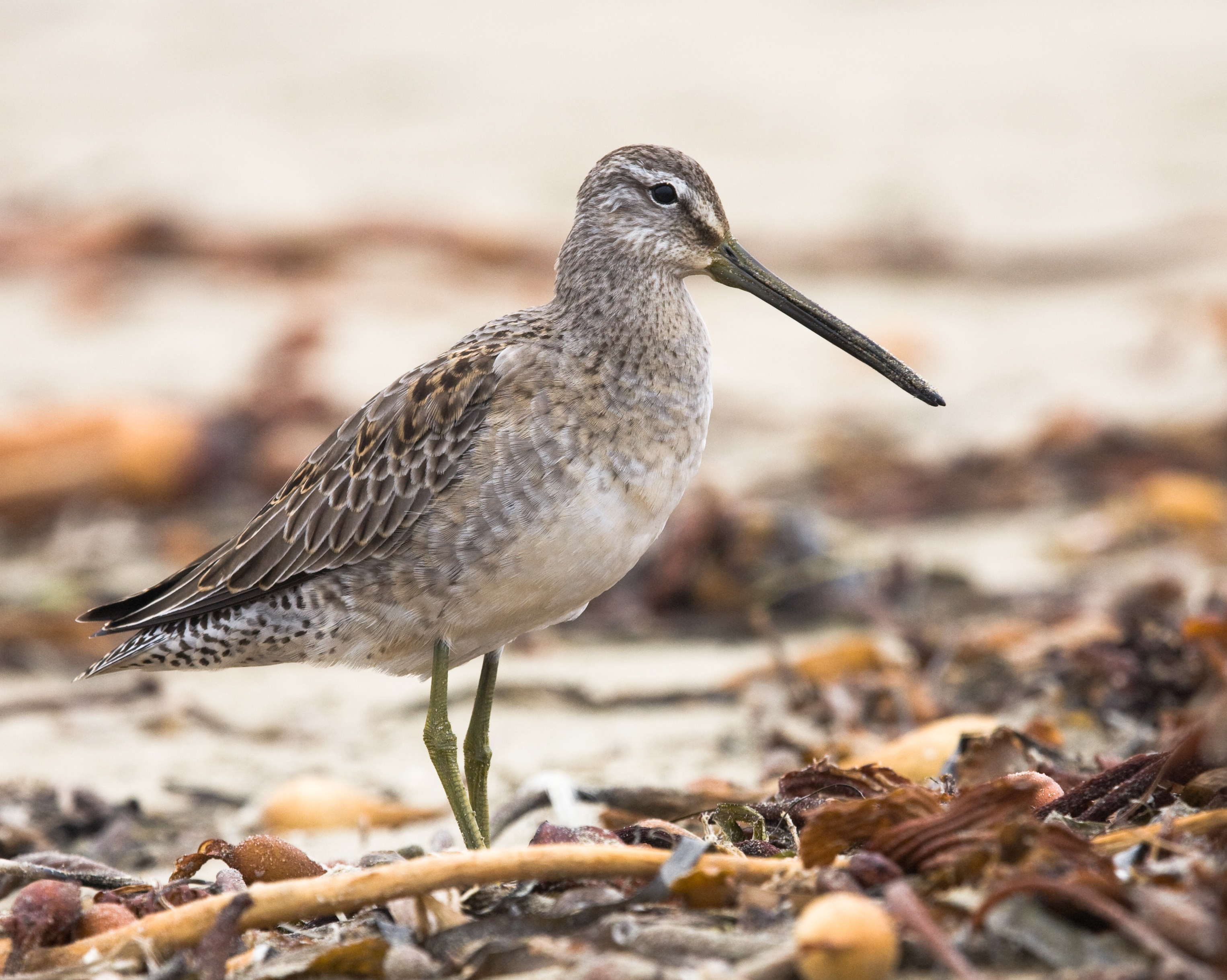
Großer Schlammläufer

Der Tundraschlammläufer (Limnodromus scolopaceus), auch Großer Schlammläufer, ist eine Vogelart aus der Familie der Schnepfenvögel. Die IUCN stuft den Großen Schlammläufer als  (=least concern – nicht gefährdet) ein.

## Erscheinungsbild
Der Tundraschlammläufer erreicht eine Körpergröße von 26 bis 30 Zentimetern. Etwa 6 bis 8 Zentimeter entfallen dabei auf den Schnabel. Die Flügelspannweite beträgt 48 bis 55 Zentimeter, das Gewicht variiert zwischen 90 und 130 Gramm.
Im Prachtkleid haben die adulten Vögel einen kastanienfarbenen Kopf. Der Oberkopf ist etwas dunkler mit einer helleren Strichelung, der Überaugenstreif ist blass kastanienfarben, ein dunkelbrauner Zügelstreif verläuft von der Schnabelbasis über das Auge. Die Körperunterseite ist kastanienfarben oder blass kastanienfarben, der Hals und die Vorderbrust sind fein dunkel gestrichelt, die Unterbrust, die Flanken und die Unterschwanzdecke ist fein dunkel quergewellt. Der Mantel ist dunkelbraun und schwarz, die einzelnen Federn sind kastanienfarben oder rötlichbraun gesäumt. Der Rücken, der Rumpf und die Oberschwanzdecken sind weiß und gleichfalls teilweise dunkel quergewellt. Der Schwanz weist dunkelbraune oder schwarze Querbinden auf. Im Schlichtkleid ist der Tundraschlammläufer auf der Körperoberseite blass graubraun mit einem auffallenden weißen Überaugstreif. Der Hals und die Vorderbrust sind schwach gefleckt graubraun. Die übrige Körperunterseite ist weiß. Die Iris ist dunkelbraun. Die Füße und Beine sind blass olivfarben bis gelb-oliv.
Jungvögel haben einen graubraunen Kopf und Hals, der Oberkopf und der Augenstreif sind dunkel, der Überaugenstreif ist weiß. Die Brust ist grau zimtfarben mit einer feinen braunen Strichelung, der Bürzel und die Unterschwanzdecken sind weiß mit dunkelbraunen Flecken. Der Mantel ist dunkelbraun, die einzelnen Federn sind schmal kastanienfarben gesäumt. Die Dunenküken sind kastanienbraun und rötlich-grau gefleckt.
Verwechslungsmöglichkeiten bestehen vor allem mit dem Moorschlammläufer. Erst seit 1950 werden die beiden Schlammläufer als eigenständige Arten anerkannt. Die Verbreitungsgebiete der beiden Arten überlappen sich jedoch kaum. Der Große Schlammläufer hat außerdem den etwas längeren Schnabel und etwas längere Beine.

## Verbreitungsgebiet
Der Tundraschlammläufer ist ein Brutvogel in der Tundra Nordamerikas und Ostsibiriens, die Art zieht im Winter in die südlichen USA und nach Mittelamerika. Sie wird selten, aber regelmäßig, in Westeuropa beobachtet. So wurde der Tundraschlammläufer zwischen 1958 und 1996 insgesamt 216 mal beobachtet. Bei den meisten Beobachtungen handelt es sich um Jungvögel, die vor allem im September und Oktober Europa erreichen. Der sehr ähnliche  Moorschlammläufer wird wesentlich seltener nach Europa verdriftet.

## Lebensweise
Der Tundraschlammläufer frisst vor allem Krustentiere, Würmer und Schnecken, die er mit schnellen Bewegung und fast lotrecht gehaltenem Schnabel aus dem Substrat herausstochert. Im Winterhalbjahr sucht er vorwiegend während der Nacht nach Nahrung. Während dieser Zeit lebt der Große Schlammläufer gesellig.
In den Brutgebieten kommen lockere, kleine Brutkolonien vor, gewöhnlich brütet der Tundraschlammläufer jedoch einzeln. Das Territorialverhalten ist beim Großen Schlammläufer nicht sehr ausgeprägt, er sucht häufig gemeinsam mit in angrenzenden Revieren brütenden Schlammläufern nach Nahrung. Die unmittelbare Nestumgebung wird jedoch etwas intensiver verteidigt.
Der Tundraschlammläufer geht nach jetzigem Wissensstand eine monogame Saisonehe ein. Das Nest wird auf einem trockenen Hügel in Feuchtgebieten errichtet. Das Nest ist nicht mehr als eine flache Mulde, die mit etwas Pflanzenmaterial ausgelegt ist. Das Gelege besteht aus drei bis vier Eiern. Diese haben eine grüne, blaue oder olivfarbene Schalenfarbe und weisen außerdem immer braune Flecken auf. Die Brutzeit beträgt 21 bis 22 Tage. Beide Elternvögel sind zu Beginn gleichermaßen an der Brut beteiligt. Die Eier werden gegen Ende der Brutzeit jedoch allein durch den männlichen Elternvogel bebrütet. Wenn sie schlüpfen, sind die Küken bereits sehr weit entwickelt und verlassen noch am selben Tag das Nest. Sie werden von dem männlichen Elternvogel geführt. In einem Alter von 20 bis 30 Tagen werden sie flügge.

## Belege

### Einzelbelege
1. ↑  Lars Svensson, Killian Mullarney, Dan Zetterström: Der Kosmos Vogelführer : alle Arten Europas, Nordafrikas und Vorderasiens. 2. Auflage, aktualisierte Ausgabe 2018. Stuttgart, ISBN 978-3-440-15635-3.
2. ↑  Sale, S. 203.
3. ↑  Hans-Günther Bauer, Einhard Bezzel und Wolfgang Fiedler (Hrsg.): Das Kompendium der Vögel Mitteleuropas: Alles über Biologie, Gefährdung und Schutz. Band 1: Nonpasseriformes – Nichtsperlingsvögel, Aula-Verlag Wiebelsheim, Wiesbaden 2005, ISBN 3-89104-647-2, S. 475.
4. ↑  Sale, S. 204.